# Бурокрылый коровий трупиал
Бурокрылый коровий трупиал (лат. Agelaioides badius) — вид птиц рода Agelaioides семейства трупиаловых. Выделяют 2 подвида. Ранее этот вид относили к роду Molothrus (Molothrus badius).

## Подвиды
Выделяют 2 подвида:
- A. b. badius (Vieillot, 1819) — встречается от Аргентины и Уругвая до южной Бразилии и восточной Боливии.
- A. b. bolivianus (Hellmayr, 1917) — обитает на северо-западе Аргентины, а также в Боливии.

## Описание
Масса представителей этого вида составляет 40—50 г. Полы схожи друг с другом, но их масса немного различается. Область вокруг глаз, сами глаза, а также клюв или тёмные, или чёрные. Крылья могут быть как каштанового, так и рыжего цвета. Хвост черноватого цвета.

## Питание птенцов
Главными элементами рациона птенцов являются гусеницы, кузнечики, богомолы.

## Гнездо
Самцы начинают строить гнездо. Большая часть материала для строительства гнезда собирается в пределах 30 метров от гнезда.